# Karangmukti (Bungursari)
Karangmukti is een bestuurslaag in het regentschap Purwakarta van de provincie West-Java, Indonesië. Karangmukti telt 2371 inwoners (volkstelling 2010).